# Карликова циліндрична змія
Карликова циліндрична змія (Anomochilus) — єдиний рід родини неотруйних змій Карликові циліндричні змії. Має 3 види. До 1993 року зараховувався до родини Циліндричних змій.

## Опис
Загальна довжина представників цього роду коливається від 17 до 50 см. Голова маленька, має великі симетричні щитки, не відмежована від шиї. Очі маленькі. Ніздря одна. Немає щитків позаду очного яблука. Тулуб циліндричний з гладенькою лускою у 21 рядок. Хвіст куций та тупий. Відмінністю від циліндричних змій є наявність крилоподібних зубів, піднебінні кістки не мають зубів та відсутність щілини на підборідді. У самиць добре розвинені яєчники.
Забарвлення коливається від темно-червоного до жовтувато-білого кольору.

## Спосіб життя
Полюбляють тропічні ліси. Значну частину життя проводять риючи нори та ходи під землею. Активні вночі. Харчуються безхребетними.
Це яйцеживородні змії.

## Розповсюдження
Мешкають у Малайзії та Індонезії.

## Види
- Anomochilus leonardi
- Anomochilus monticola
- Anomochilus weberi